# Miles Morales: Ultimate Spider-Man
Miles Morales: Ultimate Spider-Man es una serie de cómics presentando a Miles Morales como el oficial Ultimate Spider-Man y su nueva vida tras los desastres de Ultimate Comics: Cataclysm evento consecuente de Age of Ultron en el Marvel Original que trajo al original Galactus a Ultimate Marvel. Cabe decir que esto también es un nuevo de volumen de Ultimate Spider-Man, así como continuación semi directa entre Ultimate Comics All New Spider-Man. El título es prácticamente la versión Ultimate de Peter Parker: Spectacular Spider-Man.
El cómic también está relacionado con el evento arácnido: Spider-Verse.

## Resumen
Han pasado semanas desde que Galactus fue derrotado y enviado junto con Ultimate Thor (este último por error) por Los Ultimates a la Zona Negativa. Miles ahora vive solo en la escuela y no ha visto a su padre desde que este huyó cuando Miles le revela su identidad secreta para salvarlo del Cataclysm, sin embargo la revelación de que con SHIELD desmantelada, Ultimate Norman Osborn/Ultimate Green Goblin nunca murió y que el Ultimate Peter Parker tampoco, Miles tendrá que hacer frente a estos nuevos retos, incluyendo que unos tipos disfrzados de Spider-Man han robado el cuerpo muerto del Capitán América desde Cataclysm.

## Historia
Han pasado semanas desde que Galactus fue derrotado y enviado junto con Ultimate Thor (este último por error) por Los Ultimates a la Zona Negativa. Miles ahora vive solo en la escuela y en la casa de su mejor amigo, Ganke; no ha visto a su padre desde que este huyó cuando Miles le revela su identidad secreta para salvarlo del Cataclysm, sin embargo, esto no lo ha detenido de nuevo de ser Spider-Man.
SHIELD está siendo desmantelada y todos los prisioneros están siendo trasladados a una prisión del gobierno incluyendo a Ultimate Norman Osborn quien no murió realmente en La Muerte de Spiderman.
Miles no ha visto a Jefferson, su padre y todos los días pasa a su antiguo apartamento para asegurarse de que su padre regrese, pero: nada.
En una bodega, se llevan el cuerpo del Capitán América para enterrarlo en el cementerio junto con el de Ultimate Nick Fury, pero unos tipos vestidos como Spider-Man pero metálicos se roban el cuerpo y mercancía.
En la carretera, uno de los viejos transportes de SHIELD lleva a Norman, cuando por alguna razón se libera (tal vez por no haberle puesto tranquilizantes) y hace el camión explotar.
Miles está harto de tener que mentirle a su novia, así que acude con MJ para saber cómo Peter hizo con ella para no-mentir y ella le responde que él tuvo que saber bien en quien confiar. Mientras, el Duende Verde se acerca.
Miles, como siempre, va a casa para ver si su padre volvió, pero en eso oye ruidos al lado, y al ver se encuentra cara a cara con Ultimate Peter Parker, quien pide sus lanzarredes de vuelta. Miles no puede ni hablar y pregunta si es una clase de clon o si es alguna clase de Parker de otra realidad, pero Peter en realidad no entiende. Miles intenta avisarle a la tá May, pero Peter se opone e intenta quitarle sus lanzarredes por la fuerza ya que según él nadie le pidió a Miles ser Spider-Man, pero al forzar su brazo, instintivamente el toque venenoso se activa y descarga a Peter, y dejándolo débil. Miles intenta hablar con Peter cuando este lo golpea en la cara, y al ver, Peter se fue por la ventana y se llevó sus lanzaredes.
Miles corre con Ganke y le revela en secreto de que Spider-Woman es un clon con cromosomas alterados para ser una versión femenina, por lo que cree que este Peter es otro clon; la exagente de SHIELD, Maria Hill aparece encuentra a Miles e intenta meterlo en un interrogatorio, pero este se vuelve invisible y esta decide irse. Todo se complica aún más cuando Kattie Bishop-la novia de Miles- aparece ya que él la citó ahí. Pese a las advertencias de Ganke, Miles le revela a Kattie su secreto y esta huye.
Arrepentido, Miles intenta hablar con Bishop, pero no sin antes avisarle a la tía May y Gwen sobre el posible clon, cuando un objeto de fuego se acerca y choca en el patio, revelándose como el Duende Vede. Miles esta completamente asombrado y se da cuenta de que algo pasa, más bien que vuelve a pasar... la historia se repite, él está en el mismo lugar que Peter Parker estuvo frente al Duende Verde, pero ahora cree que con otro posible nombre La Muerte de Miles Morales.
El Duende Verde ve a Miles con su traje y lo ve como un discípulo de Parker y lucha con él.
Mientras ambos luchan, Miles se vuelve invisible por lo que el Duende se sorprende ya que es algo que él no estaba preparado y Miles aparece y lo golpea de sorpresa. El la lucha, los vecinos se aterran de que la historia se repita y el nuevo Spider-Man muera y llaman a la policía y bomberos, mientras que en otra parte de la ciudad, Gwen y la tía miran aterradas en vivo por Internet la lucha completa
Miles se le encima el Duende, pero este inflama su cuerpo y Miles se quema. Éste intenta levantarse cuando Peter aparece y patea al Duende Verde. Ambas arañas luchan con el Duende, uno golpeando donde este no veía al voltear para agarrar a uno, pero vuelve a inflamarse y estos se alejan, Miles se acerca rápido y toca al Duende en la rodilla y Peter se confunde, entonces confía en Miles, cuando el Duende Verde corre para agarrarlos, pero surte efecto del toque venenoso y El Duende se descarga y huye ante tal amenaza nueva. Los policías rodean a Miles y Peter, pero la tía May siente que éste es su Peter.
El Duende Verde llega al Penhouse de Jameson para que le de una entrevista, en donde vuele a ser Osborn y crea una teoría que posiblemente, lo único que él y los Spider-Men tengan en común, sea la droga OZ, la sustancia que creó a las arañas que mordieron a Peter y Miles los hagan inmortales o tal vez incapaces de morir por algún accidente, homicidio o ser asesinados; al cambiar de tema, Osborn confiesa que el toque venenoso de Miles le dio una refrescada de conciencia y empieza a llorar ya que mató a Harry Osborn, su hijo (y también Ultimate Hobgoblin). Sin embargo, empieza a delirar y culpar gente, por lo que Jameson le apunta con una pistola y dispara.
La policía los rodean a Peter y Miles y los dos huyen, pero sin lanzaredes, Miles es alcanzado por un ala y le rosa, pero le sangró una pierna. La policía se va, y una periodista llamada María le ayuda a Miles con su herida y le dice que una vez el Hombre-Araña le salvó su carrera venciendo al Canguro y se volvió famosa, por lo que, al igual que Miles y todos, quiere saber como es que está vivo. Miles le cuenta a María todo lo que tenga que ver con Peter. María a Miles al lugar que Peter iba al estar en algún aprieto: la casa de MJ.
En casa de ella, MJ abre y Miles pregunta si lo sabe, y ella intenta correrlo de su casa, pero Peter resulta sí estar ahí y le dice MJ que deje a Miles pasar, ya que él se merece respuestas.
Jameson está asustado por matar a Norman, pero al llamar a Phil Urich y discutir, Osborn se levanta sin ninguna herida, convirtiéndose en Duende Verde y matando a Jameson sostendiendolo con sus manos su cabeza quemándolo.
Miles y Maria sugieren que sea un posible Clon, pero Peter le contradice al decirle que, al ya tiene experiencia con eso (Ultimate Saga), sabe que los clones tienen fragmentos o ningún recuerdo del original, Miles le pregunta que recuerda Peter le dice que ese es el problema: él recuerda todo. Peter relata que hace 3 años, al decirle a la tía May que al fin la salvó, ve oscuridad y luego despertó en un lugar abandonado y lejos de Nueva York, pero pasado un tiempo, de regreso se percata de que fue un grave error al encontrarse con MJ. Al terminar, ambos van a la lápida de Peter y no encuentran nada. Peter se disculpa con Miles y le dice que quería los lanza redes ya que son su única conexión con su padre. Peter intenta retirarse paro la tía May y Gwen llegan ya que todos saben donde encontrarlo, pero el Duende Verde llega y Miles le enfrenta sin máscara con desenfrenados toques venenosos y descubre que eso al 100% le da un golpe especial a Osborn, incluso cada uno devolviéndole a su forma humana. La policía llega, pero Norman le dice a Miles que si no lo deja ir, nunca sabrá de donde vienen sus poderes o quien es su padre realmente (revelando saber su identidad), solo para delirar más y decirle que él es su padre, pero Miles le vence nuevamente y esta vez termina tan noqueado que los Spider-Men se llevan a May, Gwen y MJ, mientras que Maria quema el cuerpo de Osborn por si acaso, desmintiendo la supuesta inmortalidad que tanto promulgaba. Peter se disculpa con todos y decide dejarle el manto a Miles y miente que buscará la forma en cómo es que está vivo, solo para fugarse con Mary Jane y vivir juntos después de tanto tiempo.
Al día siguiente, Ganke despierta a Miles debido a la sorpresa de que su padre ha vuelto. Éste le dice a Miles que antes de casarse con su madre, Rio, Jefferson solía ser obligado a tener una vida criminal con su hermano Aaron. Tras intentar hacer negocios con el Kingpin, la policía llegó y arruinaron todo, pero Aaron abandonó a Jeff y este fue arrestado. En prisión, Jefferson fue liberado por un joven Nick Fury en su recién creada S. H. I. E. L. D. Nick sabía de la inocencia de Jeff le ofreció ser agente doble para averiguar los planes de la mafia de Kingpin. Jefferson, sin trabajo, acepta y al poco rato Aaron se disculpa con Jeff y vuelven juntos. Descubre que Kingpin crea mutantes falsos con ciertas drogas que alteran el ADN, siendo esto permanente. Jefferson se aterra ante las muertes que la gente con superpoderes hace y comienza a odiarles. Cuando Kingpin intenta beber de la fórmula, Nick Fury aparece con las manos en la masa y lo arresta. Aaron huye de nuevo y Jeff sabe que jamás lo volverá a ver con la misma cara. Fury entonces le ofrece un puesto en SHIELD, pero Jeff se niega por querer tener una vida normal y alejarse de lo que vio y se volverá frecuente en el futuro: los super poderosos. Al acabar, Miles le dice todo sobre su doble vida y cómo ocurrieron las cosas. Jeff se disculpa por huir y Miles le perdona. Al día siguiente, Miles falta a la escuela para descansar siendo Spider-Man.
Miles entonces recuerda su asunto con Katie y éste decide ir a su casa a visitarla. El padre de Katie le recibe y le dice que Katie no está. A continuación Mliles bebe agua contaminada por error por parte del padre de Katie y se desmaya, con el padre de katie revelando ser de HYDRA. Agentes de HYDRA secuestran a Jeff y a Ganke y su madre. Jessica Drew (ahora como Blak Widow) se topa con los agentes arácnidos y estos la vencen por muy poco, secuestrandola. Miles despierta atado a una silla con una triste Katie enfrente. Ésta intenta excusarle a Miles que HYDRA intenta salvar al mundo como los héroes, pero Miles sabe la verdad y se libera con facilidad y termina su relación con ella. Miles sale y el padre de Katie le dice que si no se comporta, morirán sus seres que secuestraron. Miles es noqueado y despierta con un revivido Dr. Doom, quien quiere replicar los poderes de Spider-Man para algo grande a la vez que Widow está atada con Miles como segunda opción si el proceso no funciona con Miles.
Mientras hacen el proceso, Miles instintivamente saca un nuevo poder derivado del toque venenoso en el que el rayo sale del cuerpo de Miles y se expande, destruyendo el labo; un compañero de Miles y Ganke busca a Miles y se encuentra con Cloack y Dagger con el mismo propósito. Llaman a los Nuevos Ultimates y con Cloack se tele-transportan a donde Miles. Al revisar, ven cómo Miles personalmente se enfrenta y vence al Dr. Doom y HYDRA mientras que Jessica se encarga de Katie y su padre. Todos se abrazan y están a punto de irse cuando ven a la Tierra 616 a punto de estrellarse, iniciando un Nuevo Ciclo.